# Hartmut Ruppel
Hartmut Ruppel (* 4. Mai 1945 in Hannover, Deutschland) ist ein ehemaliger namibischer Politiker der SWAPO und war von 1990 bis 1995 im Kabinett Nujoma I erster Attorney-General des Landes. 
Ruppel war 1989 Mitglied der Verfassunggebenden Versammlung Namibias und anschließend von 1990 bis 2000 Abgeordneter der namibischen Nationalversammlung.
Ruppel ist seit 1983 Rechtsanwalt, nachdem er seinen B.A. und LL.B. an der Universität Stellenbosch in Südafrika erhielt. Er ist derzeit (Stand November 2019) Geschäftsführer der Rechtsberatungsfirma ENS Africa in Namibia. In der Vergangenheit war er zudem Aufsichtsratsvorsitzender des staatlichen Pensionsfonds GIPF.